# Grand Prix Polski Strongman 2006
Grand Prix Polski Strongman 2006 – indywidualne zawody polskich siłaczy.
Data: 26 sierpnia 2006 r.

Miejsce: Kętrzyn  Polska

WYNIKI ZAWODÓW:
| Miejsce | Zawodnik              | Punkty |
| ------- | --------------------- | ------ |
| 1.      | Artur Patyk           | 51     |
| 2.      | Robert Kalinowski     | 49     |
| 3.      | Andrzej Zieleniecki   | 46     |
| 4.      | Piotr Dybus           | 44     |
| 5.      | Tomasz Lech           | 39     |
| 6.      | Kamil Bazelak         | 37     |
| 7.      | Waldemar Rafiński     | 33     |
| 8.      | Tomasz Ellman         | 30     |
| 9.      | Jarosław Korzeniewski | 30     |
| 10.     | Grzegorz Peksa        | 2      |